# Kozelník
Kozelník je obec na Slovensku v okrese Banská Štiavnica. V obci žije 174 obyvatel. První písemná zmínka o obci pochází z roku 1518.
V obci stojí římskokatolická kaple sv. Jiří z roku 1947.
Zajímavou stavbou je i barokní dostavníkový hostinec. Hostinec fungoval tak, že vstupní branou do něj vešel vozka s vyčerpanými koňmi, které mu přepřáhli za čerstvé koně. Vozka se občerstvil a výstupní branou vyšel z hostince už s čerstvými koňmi.